# Bulletin officiel des actes du gouvernement
 (juillet 2016).
Si vous disposez d'ouvrages ou d'articles de référence ou si vous connaissez des sites web de qualité traitant du thème abordé ici, merci de compléter l'article en donnant les références utiles à sa vérifiabilité et en les liant à la section « Notes et références ».
Le Bulletin officiel des actes du gouvernement (BOAG) est le journal officiel créé à compter du 1er octobre 1834 à la suite de l'ordonnance royale du 22 juillet 1834 qui instituait en Algérie un Gouverneur général des Possessions françaises dans le nord de l'Afrique.
Ainsi tous les textes législatifs et réglementaires se rapportant à l'Algérie furent publiés dans de bulletin.

## Historique
Auparavant, les actes du Commandant en Chef de l'Armée d'expédition d'Afrique (1830), Commandant en Chef de l'Armée d'Afrique (1830-1831), Commandant en Chef de la Division d'occupation d'Afrique (1831-1833) et du Commandant en Chef du Corps d'Occupation d'Afrique (1833-1834) étaient publiés jusque-là dans Le Moniteur de l'Algérie. Ils furent réunis sur ordre du ministre de la Guerre en un seul volume de même format que le BOAG sous le titre de Collection des actes du Gouvernement général depuis l'occupation d'Alger jusqu'au 1er octobre 1834, publié à Paris par l'Imprimerie royale en 1843. Le dernier texte reproduit est un arrêté du 25 août 1834. Les textes du BOAG sont publiés conjointement dans Le Mobacher.
Il devient Bulletin officiel de l'Algérie et des Colonies de 1858 à 1860.